# Girafa
La girafa (Giraffa camelopardalis) és un mamífer artiodàctil, nadiu d'Àfrica i conegut sobretot perquè és la més alta de tots els animals terrestres vivents. Els mascles poden arribar a mesurar de 4,8 a 5,5 m d'altura i pesar fins a 900 kg. El nom comú «girafa» i primer terme del nom binomial giraffa prové de l'àrab الزرافة ziraafa, zarapha o zurapha, que significa ‘alta’. El segon terme que dona nom a l'espècie, camelopardalis, prové del grec καμηλοπάρδαλη, kamelopàrdale, i del llatí camelopardalis, que signifiquen ‘camell lleopard’, ja que antigament es pensava que l'animal era fruit de l'encreuament d'un camell i un lleopard. Originària d'Àfrica, la girafa està emparentada amb cèrvids i bovins, però pertany a una altra família, els giràfids (Giraffidae), que comprèn únicament la girafa i els seus parents més propers.

## Morfologia i comportament
Les girafes són famoses pel seu coll llarg, que mesura aproximadament 2 metres de longitud. Tant el coll com les llargues potes davanteres, que són molt més llargues que les del darrere, li permeten arribar a les fulles més altes i tendres dels arbres. L'estructura òssia del coll no difereix de la d'altres mamífers: no té vèrtebres addicionals, però cadascun dels set ossos és molt més allargat. En desenvolupar aquest coll excepcionalment llarg, l'evolució de les girafes ha comportat altres modificacions de la seva estructura, especialment en el sistema circulatori. El cor d'una girafa ha de generar prop del doble de la pressió sanguínia normal d'un mamífer gros, per mantenir el flux de sang al cervell vencent la gravetat. Pesa fins a 11 kg, mesura 61 cm de llargada i té unes parets molt gruixudes, de fins a 7,5 cm. En la part superior del coll, un complex sistema de regulació de la pressió, anomenat rete mirabile, evita l'excés de sang al cervell quan la girafa baixa el cap (per beure, per exemple). Pel mateix motiu, les venes jugulars tenen unes vàlvules (normalment set) que regulen el flux de sang des de la vena cava inferior i l'aurícula dreta al cap. Inversament, els vasos sanguinis en la part inferior de les potes estan sota una gran pressió. En altres animals, aquesta pressió forçaria l'expulsió de la sang a través de les parets capil·lars. Però les girafes tenen a les potes la pell gruixuda i molt ajustada, que manté la pressió extravascular alta de la mateixa manera que el vestit anti-g d'un pilot de combat.
El so que emeten gràcies als seus enormes pulmons no és audible per l'orella humana: es comuniquen entre elles i d'altres animals a través d'infrasons.
La girafa posseeix unes petites banyes recobertes per la pell, anomenades ossicons, i una petita protuberància al mig del front, una cresta òssia, a causa d'un desenvolupament excessiu dels ossos frontals i nasals. La boca és diferent de la d'altres remugants: el llavi superior no està enfonsat com el del camell, està recobert de pèls i té una forma més angulosa. Un enginyós sistema els permet obrir i tancar, a voluntat, les fosses nasals. Així poden protegir les cavitats olfactives per impedir l'entrada de pols arrossegada pel vent. La llengua, de color negre-violaci és prènsil i li serveix -juntament amb els llavis, que també són prènsils- per agafar les fulles i arrencar-les de l'arbre. A més, és tan llarga (45 cm) que li permet usar-la per netejar-se els narius i les orelles.:45–47
El pelatge és de color groc, sembrat de taques bastants grans, de format irregular i color marró clar o fosc, sent les taques del coll i cames més petites. La part inferior de les potes i el ventre és blanca i no presenta taques.
Les girafes viuen en grups de 20 a 30 exemplars, gairebé tots joves, ja que en envellir busquen la solitud. Aquests grups són socialment complexos, i fins i tot inclouen femelles que en comptes de reproduir-se cuiden de les cries d'altres girafes.
No dormen més de 5 a 7 minuts de l'estirada, en total, al dia arriben a les 2 h de son.
Són capaces de córrer a 60 km per hora.

### Gestació i cries
La gestació d'una girafa dura 14 o 15 mesos; neix una sola criatura. La mare dona a llum dreta i el sac embrionari es trenca quan el bebè cau al sòl. Les girafes nounades mesuren prop d'1,8 m i pesen aproximadament 50 kg. A les poques hores d'haver nascut, les criatures poden córrer i no es distingeixen d'una criatura d'una setmana d'edat.
Durant les dues primeres setmanes passen la major part del temps recolzades, protegides per la seva mare. Mentre que les girafes adultes són massa grans per ser atacades per la majoria dels depredadors, les més joves poden ser presa de lleons, lleopards, hienes i gossos salvatges. La criatura es torna independent al voltant dels 18 mesos i s'alimenta de la llet materna fins a aquesta edat. Només un 25–50% de les girafes arriben a l'edat adulta; i aquestes tenen un longevitat mitjana d'entre 20 i 26 anys.

### Alimentació
El règim alimentari de la girafa concorda amb el seu físic; menja les fulles dels arbres per les que fa servir la seva llarga llengua. Les que viuen al sud d'Àfrica prefereixen les branques i fulles que tenen espines. Quan es nodreix amb aliments frescos i sucosos pot romandre molt de temps sense aigua, però en les èpoques de sequera recorre diversos quilòmetres per beure en les llacunes pantanoses, o als tolls. L'aliment preferit de la girafa és l'acàcia, arbre que creix a la sabana africana, sent un animal altament selectiu en el que menja quan té aliment per triar. A pesar d'això en cas de necessitat no té problema en adaptar-se a altres aliments. També consumeix altre tipus d'arbres així com herbes. Per beure aigua i alimentar-se amb herbes la girafa ha d'ajupir-se, el que la col·loca en una posició vulnerable.
La llengua de la girafa així com el seu aparell digestiu adaptat li permeten alimentar-se amb vegetals espinosos, que digereix sense cap mena de problema. Les girafes passen entre 16 i 20 hores al dia alimentant-se i poden fer-ho durant l'etapa més calorosa del dia quan tenen cries, ja que els depredadors a aquesta hora estan inactius.
Poden arribar a menjar 65 kg de vegetals. La girafa, igual que les vaques, és un animal remugant. Compta amb quatre estómacs i la seva digestió és similar a la de la resta dels remugants, és a dir que primer pastura l'aliment i, després d'una predigestió, aquest torna a la boca on és mastegat de nou abans de la digestió definitiva.
És interessant el mecanisme de defensa de les acàcies, que alliberen feromones quan les girafes en mengen les fulles.

## Espècies i subespècies
El desembre de 2007, un equip de genetistes de la UCLA dirigit pel Dr. David Brown proposava de reconsiderar la taxonomia de les girafes, considerant que per diferències de genoma, probablement en lloc de les subespècies abans exposades, n'hi havia almenys quatre espècies, ja que els individus de cadascuna d'aquestes no s'aparellen amb els de les altres encara que habitin la mateixa zona. En efecte, algunes de les suposades subespècies i probablement espècies s'han separat de les altres en períodes remots que van dels 500.000 al milió d'anys abans del present.
El 2021 s'ha demostrat, mitjançant l'anàlisi de l'ADN de les girafes, que es divideixen en quatre espècies i set subespècies.
- Giraffa camelopardalis
  - Giraffa camelopardalis antiquorum[26]
  - Giraffa camelopardalis camelopardalis
  - Giraffa camelopardalis peralta[27]
- Giraffa reticulata
- Giraffa tippelskirchi[28]
  - Giraffa tippelskirchi tippelskirchi
  - Giraffa tippelskirchi thornicrofti
- Giraffa giraffa
  - Giraffa giraffa angolensis[29]
  - Giraffa giraffa giraffa

## Aspectes culturals
Les girafes foren mal conegudes a Occident fins al Renaixement però en canvi predominen entre les referències àrabs. Fou l'animal escollit per Jean-Baptiste Lamarck per explicar part de les seves teories sobre l'evolució, il·lustrant com aquests animals desenvoluparen un coll llarg per arribar a un menjar situat a més alçada.
A Tailàndia és un dels indrets on el coll llarg és vist com a atribut de bellesa, per això les dones kayan se l'allarguen des de petites, costum que els ha valgut el sobrenom de «dones girafa» o Deli, el qual prové d'una antiga tradició Tailandesa que segueixen des de fa centenars d'anys.
Entre les girafes de ficció cèlebres hi ha el personatge de Melman, de la franquícia Madagascar (pel·lícula). És la mascota de l'empresa de joguines Toys "R" Us. A la pel·lícula Doctor Dolittle el protagonista munta una girafa. Aquesta anècdota fou portada de la revista Life.
A l'inici de la Rambla de Catalunya, un carrer de Barcelona, apareix una escultura denominada La girafa coqueta.